# Strijkkwartet nr. 10 (Dvořák)
Het Strijkkwartet nr. 10 in Es groot, opus 51, is een compositie van de Tsjechische componist Antonin Dvořák. Hij schreef het werk in 1878/1879.

## Ontstaan
Dvořáks Slavische Dansen opus 46 uit 1878 (versie voor piano vierhandig B78, versie voor orkest B83) kregen zulke positieve recensies dat hij er in een klap beroemd mee werd. Jean Becker – primarius van het Florentiner Streichquartett – verzocht Dvořák daarop om een “Slavisch” strijkkwartet. Dvořák begon er snel, op 25 december 1878, aan maar moest het componeren ervan vaak onderbreken en was er pas op 28 maart 1879 mee klaar.
Duidelijk met het oog op de markt, c.q. met het oog op de inkomsten die Dvořák meende te mogen verwachten, is in dit kwartet de folklore tot leidend principe verheven. Volksdansen vormen, uiteraard in gestileerde vorm, de basis van het thematische materiaal. In het eerste deel figureert de polka. In het tweede deel doemt de dumka op, een dans uit Oekraïne met een lyrisch melancholiek karakter, hier verwerkt tot een klaagzang van de viool boven harpachtige akkoorden van de cello en afgewisseld met overmoedig snelle passages. In het slotdeel is sprake van de furiant, een snelle springdans.

## Delen
- I Allegro ma non troppo
- II Dumka (Elegia): Andante con molto - Vivace
- III Romanza: Andante con moto
- IV Finale: Allegro assai

## Betekenis
Het kwartet had onmiddellijk succes, ook internationaal, en kende al snel veel uitvoeringen. Welk kwartet op welke datum en waar de première heeft verzorgd, staat niet vast (en is in feite ook niet belangrijk). Volgens sommigen heeft het Tsjechische Sobotka-kwartet het op 17 december 1879 voor het eerst uitgevoerd, en wel te Praag, volgens anderen heeft het Florentiner Streichquartett van Becker het al op 10 november 1879 voor het eerst uitgevoerd, en wel te Maagdenburg.
nr. 1 A · nr. 2 B · nr. 3 D · nr. 4 e · nr. 5 f · nr. 6 a · nr. 7 a · nr. 8 E · nr. 9 d · nr. 10 Es · nr. 11 C · nr. 12 F (Amerikaans) · nr. 13 G · nr. 14 As · Cipressen